# Malek Yahan Janom, Mahd-e Olia
Malek Yahan Janom (en persa: ملک جهان خانم‎; 26 de febrero de 1805 - 2 de abril de 1873) fue la esposa de Muhammad Sah Kayar de Persia y la madre de Nasereddín Sah Kayar. Fue regente de facto del Imperio Persa durante un mes, desde el 5 de septiembre hasta el 5 de octubre de 1848, entre la muerte de su marido y la ascensión al trono de su hijo.